# オータコイド
オータコイド（Autacoid）とは、動物体内で産生され微量で生理・薬理作用を示す生理活性物質のうち、ホルモン（特定の器官で分泌され体液で輸送されて他の器官に作用する）および神経伝達物質（シナプスでの情報伝達に与る）以外のものの総称である。
オータコイドは、身体に異常が加わったとき、それに対処するように動員され、これが動員されること自体で新たな病態を生じることがある。
次のようなものが知られる。
- ヒスタミン
- セロトニン
- エイコサノイド（プロスタグランジンなど）
- アンジオテンシン
- ブラジキニン
- エンドセリン
- 一酸化窒素（NO）

また、サイトカイン（細胞から分泌され免疫応答や増殖など各細胞の機能に作用する）を含めることもある。
オータコイドは局所ホルモンとも呼ばれ、比較的局所にのみ働く傾向があるが、ホルモンや神経伝達物質と厳密に区別されるものではない。アンジオテンシンやブラジキニンはホルモン的遠隔作用も持つ。またセロトニンは神経伝達物質としても働くことが知られている。機能としては炎症・アレルギー反応（ヒスタミン、エイコサノイド）や平滑筋への刺激（セロトニン、アンジオテンシン、ブラジキニン、NO）などがある。物質としてはアミン（ヒスタミン、セロトニン）、脂肪酸由来物質（エイコサノイド）、ペプチド（アンジオテンシン、ブラジキニン、エンドセリン）、ガス状物質（NO）に分けられる。NOは細胞内におけるセカンドメッセンジャーであるとともに、隣接する細胞にも容易に拡散してオータコイドとして働く。ヒスタミンやセロトニンなどは細胞内に貯蔵されていて刺激に応じて細胞外に放出される（神経伝達物質と同様）が、その他のものは刺激に応じて合成される。